# セントラル自動車技研
セントラル自動車技研株式会社（セントラルじどうしゃぎけん）は埼玉県川口市に本社を置いていた自動車ディーラー。
セントラル自動車および本田技術研究所・本田技研工業とは一切関係がない。
老舗のBMW正規ディーラーとして全国トップクラスの実績を持って営業していたが、2022年4月に法人活動が停止し、2024年7月に破産した。
ただし、母体のセントラルグループ（イヅツみそ、田中德兵衞商店、FMコミュニティ川口、セントラルインターナショナル、セントラルグッドライフ）は現在も営業を継続している。創業経営オーナーの田中家は江戸時代から続いている川口市の旧家である。

## 沿革（グループ会社も含む）
セントラルグループ公式ウェブサイトより一部抜粋
- 1964年：川口市末広に「川口セントラル自動車教習所」を設立。運営法人の「株式会社川口セントラル自動車教習所」が源流となる。
- 1966年：「セントラルオート株式会社」を設立。BMW・アルファロメオ・クライスラー車の販売を開始。
- 1968年：「株式会社埼玉セントラルマツダ」を設立。川口市でマツダオート店の営業を開始。
- 1975年：株式会社川口セントラル自動車教習所を「セントラル自動車技研株式会社」に名称変更し、 セントラルオートの事業を引き継ぐ。
- 1980年：ハーレーダビットソン・BMWモトラッドの販売を開始。
- 1981年：BMWの日本法人BMW JAPAN設立に伴い、BMW正規ディーラー網に参加。
- 1989年：マツダの販売5チャネル体制開始に伴い、「株式会社ユーノスセントラル埼玉」を設立しユーノス店を営業する[2]。
- 1990年：埼玉セントラルマツダを「株式会社アンフィニセントラル」に社名変更しアンフィニ店として営業する。
- 1996年：ユーノス店終了に伴い「株式会社マツダアンフィニセントラル」としてマツダ車の販売を継続する。
- 1999年：マツダアンフィニセントラルと、メーカー資本ディーラー「埼玉マツダ」が合併。マツダアンフィニセントラルを存続会社として、社名を「埼玉マツダ」とする[3]。これに伴い、マツダ車販売から撤退する。
- 2005年頃：川口セントラル自動車教習所の営業を終了する。
- 2010年：東京日産自動車販売よりジャガー東京を譲受。受け皿会社として「セブンフィールズ株式会社」を設立し、ジャガー・ランドローバー車の販売を開始。
- 2011年：マセラティの正規ディーラー権を取得し運営会社として「セブンアベニュー株式会社」を設立。
- 2018年：
  - 福田モーター商会の全株式を取得。
  - ルノーの正規ディーラー権を取得し運営会社として「インプレッションズ株式会社」を設立。さいたま市桜区にて「ルノーさいたま桜」の営業を開始。
  - 経営危機にあった名古屋市の輸入車ディーラー「渡辺自動車」に資本参加。首都圏以外への初進出となる。
  - しかし、2020年、買収した渡辺自動車が自力再生できず債務超過に陥り民事再生法の適用を申請したことで、逆風が吹き始める。
- 2020年11月1日：BMW事業を終了。ジーライオングループが全事業を譲受し新会社「株式会社モトーレン埼玉」を設立し全事業を当該会社に移管する。
- 2021年
  - 3月1日：福田モーター商会の全事業を川越市のBMWモトラッド正規ディーラー運営の「テクノコシダ」に事業譲渡する。
  - 6月1日：ジャガー・ランドローバー事業を終了。世田谷区等々力の独立系輸入中古車ディーラー「グラーツ・オートモビール株式会社」が全事業を譲受。グラーツ社が新会社「BC Japan株式会社」を設立しジャガー東京の全事業を当該会社に移管する。
  - 7月1日：マセラティ事業を終了。各店舗は閉店の上完全閉鎖もしくは他社移管を実施。
  - 10月1日：ハーレーダビットソン事業を終了。「レピオグループ」が全事業を譲受。グループ内のオートバイ部門「株式会社オートピア」に全事業を移管する。
  - 12月24日：セブンアベニュー株式会社、グループ会社「セントラルインターナショナル」と合併して消滅。
- 2022年
  - 4月1日：法人格の新旧交替を実施。旧法人は別資本の関連会社「株式会社東京テクニカル・リサーチ」と合併し解散・消滅とする[4][5]。合併の上、東京テクニカル・リサーチの社名を「セントラル自動車技研株式会社」（新社）に変更する[6]。
- 2024年
  - 6月：セントラル自動車技研（新社）の社名を「ALV株式会社」に変更する[1]。
  - 7月8日：ALV株式会社として東京地方裁判所より破産手続の開始決定を受け倒産[1][7]。負債は約70億円。
  - 10月：ルノー事業を終了。所沢市の輸入車ディーラー「株式会社ビジョナリー」に全事業を移管[8]。これをもってセントラルグループは、自動車事業から完全撤退した。